# Jewel Cave National Monument
Le Jewel Cave National Monument est un site protégé située au Dakota du Sud aux États-Unis, devenue monument national en 1908. Jewel Cave, qui constitue l'attraction principale du site, est en 2023 la cinquième plus longue grotte du monde, avec environ 346 kilomètres de galeries cartographiées,,.
Le monument comprend en surface un bâtiment inscrit au Registre national des lieux historiques depuis le 5 avril 1995 : la Jewel Cave Ranger Station, une ancienne station de rangers. Le National Park Service a assumé la gestion du monument en 1933 et a commencé à proposer des visites guidées en 1939.

## Accès
Jewel Cave est ouvert toute l’année. Le service des parcs propose trois visites : la visite panoramique, une boucle d’un demi-mile à travers une partie centrale pavée et éclairée de la grotte accessible par ascenseur ; la visite historique, une visite aux chandelles à travers la partie la plus ancienne découverte de la grotte ; et une excursion de spéléologie sauvage, à travers une partie non aménagée de la grotte près de la boucle panoramique. Il y a 3 sentiers de surface dont la longueur et la difficulté varient.

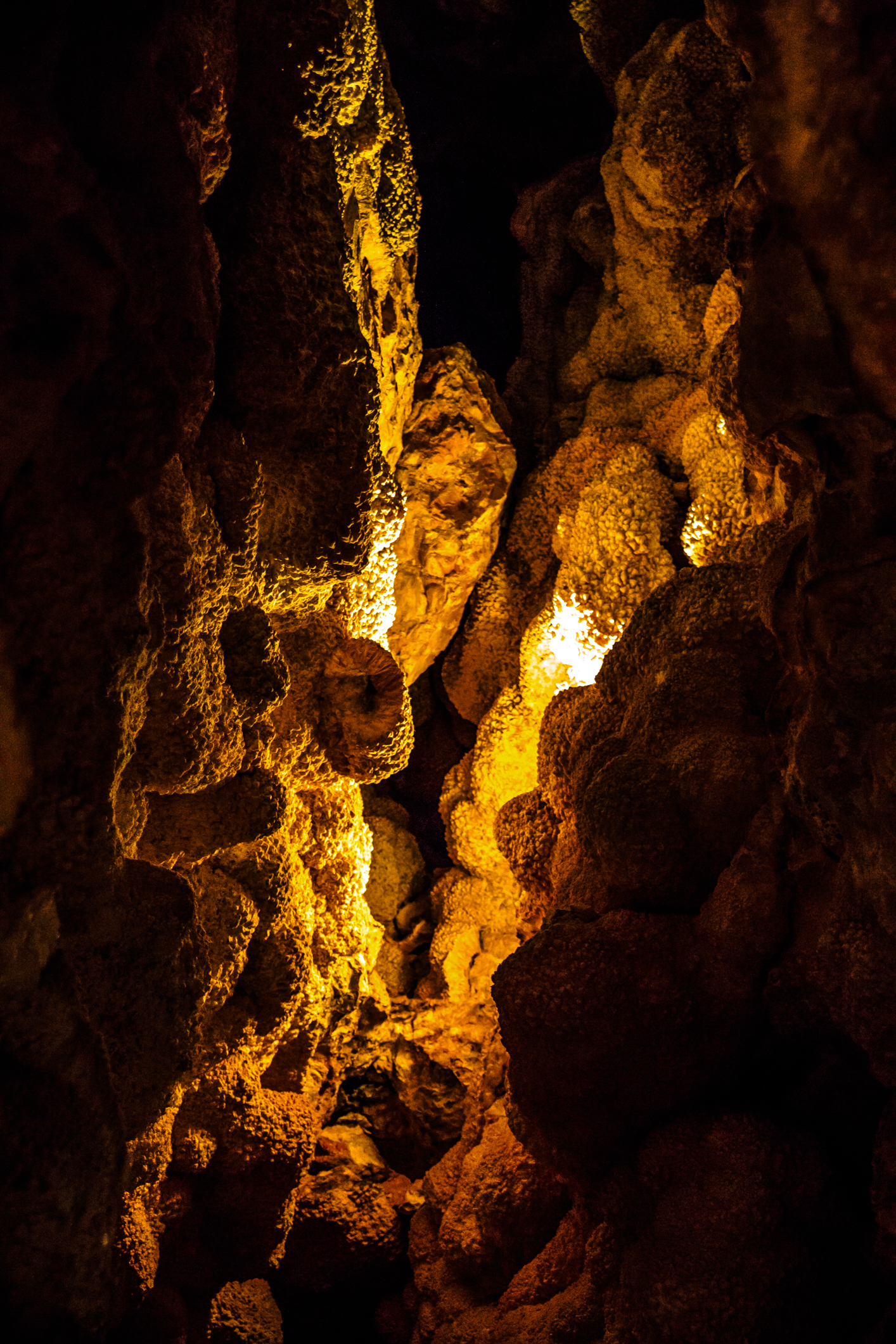
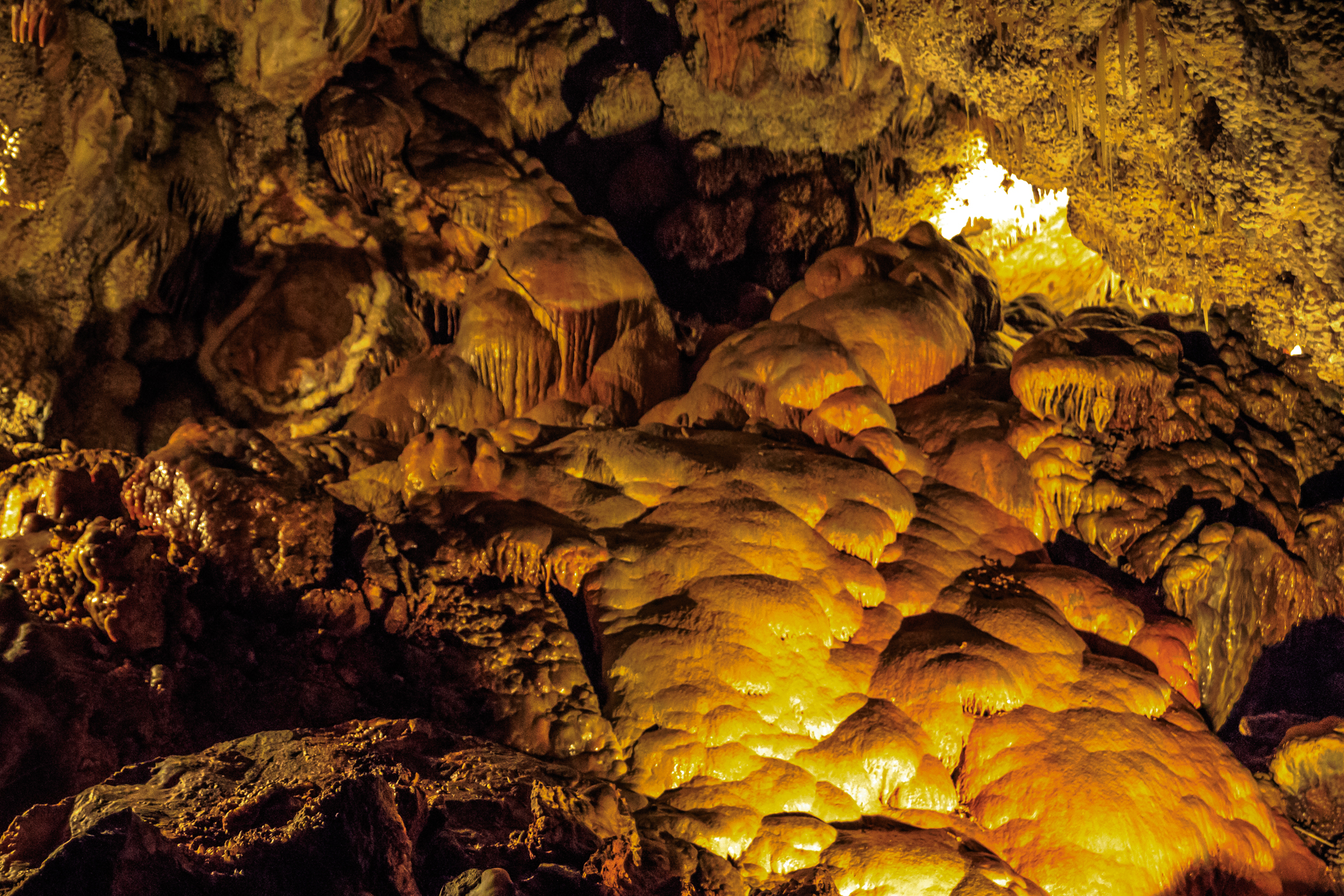
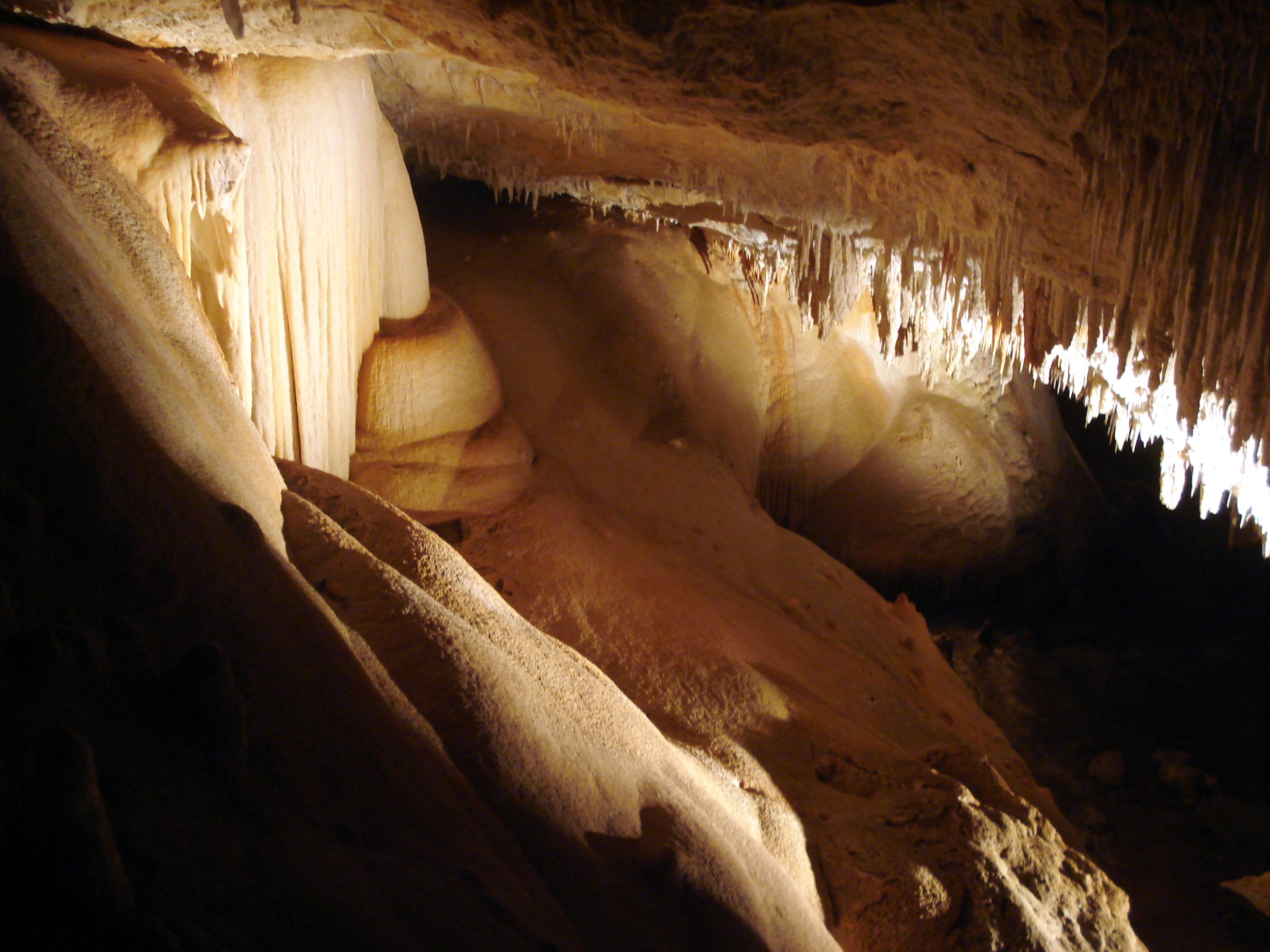
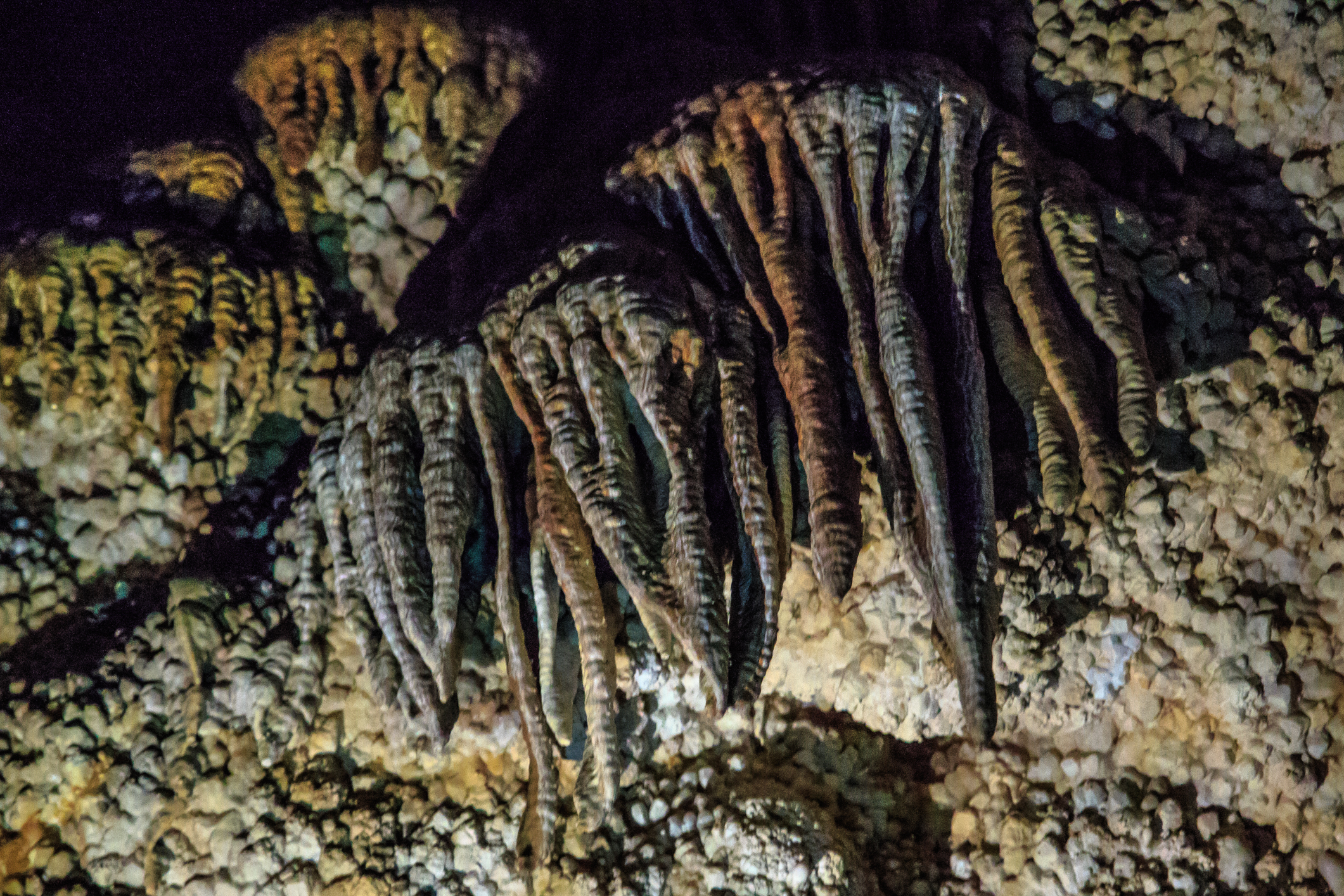
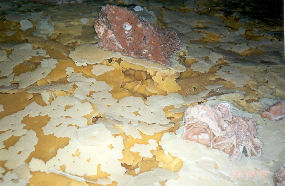